# Ectenessa argodi
Ectenessa argodi är en skalbaggsart som beskrevs av Belon 1902. Ectenessa argodi ingår i släktet Ectenessa och familjen långhorningar. Inga underarter finns listade i Catalogue of Life.